# Alischer Saipow

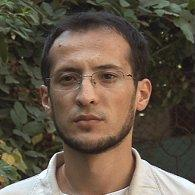
Alisher Saipov

Alischer Saipow (usbekisch Alisher Soipov, Алишер Соипов; * 4. September 1981 in der Kirgisischen SSR; † 24. Oktober 2007 in Osch, Kirgisistan) war ein kirgisischer Journalist. Er gehörte zu der Bevölkerungsminderheit der Usbeken.

## Biographie
Saipow war einer der bekanntesten Journalisten Zentralasiens. Er war Herausgeber der usbekischsprachigen Wochenzeitung Siyosat und schrieb und veröffentlichte regelmäßig kritische Berichte über den usbekischen Präsidenten Islom Karimov. Darüber hinaus berichtete er für mehrere westliche Medien, vor allem für Voice of America und Radio Free Europe.
Am 24. Oktober 2007 wurde er in Osch beim Verlassen des Büros von Radio Free Europe von Unbekannten erschossen. Nach Angaben der BBC hatte Saipow zwei Tage vor seinem Tod seinen Freunden gegenüber berichtet, dass er vom usbekischen Geheimdienst verfolgt werde. Einen Monat zuvor war er von einer regionalen Fernsehstation in der usbekischen Stadt Namagan als „Komplize von Kräften, die versuchen das Land zu destabilisieren“ bezeichnet worden.
Nach dem Mord hatte der kirgisische Präsident Kurmanbek Bakijew angekündigt, sich persönlich bei den Ermittlungen einzusetzen.
Im November 2008 stellte der stellvertretende kirgisische Innenministers Dmitrij Fedorow in Abrede, dass der usbekische Geheimdienst an der Ermordung Saipows beteiligt gewesen sei. Vielmehr sei der Sohn eines hochrangigen Beamten involviert gewesen.
Im April 2009 gaben die kirgisischen Behörden bekannt, sie hätten den ehemaligen Polizeibeamten Abdufarit Rasulow wegen des Mordes verhaftet und die am Tatort verwendete Mordwaffe sichergestellt. Der zuständige Richter am Stadtgericht von Osch entschied jedoch, die Beweise für ein Strafverfahren seien unzureichend. Nachdem die Staatsanwaltschaft eine Berufung eingelegt hatte, wurde der Richter seines Amtes enthoben. Im Oktober 2012 erklärte der damalige kirgisische Innenminister Melis Turganbajew, man habe ein neues Untersuchungsverfahren im Falle Saipow in die Wege geleitet.